# Campionul de la Auschwitz
Campionul de la Auschwitz  (în poloneză Mistrz) este un film polonez dramatic istoric sportiv din 2020. A fost scris și regizat de Maciej Barczewski. Rolut titular a fost interpretat de  Piotr Glowacki (ca boxerul Tadeusz Pietrzykowski), în alte roluri au interpretat Rafal Zawierucha, Marcin Czarnik, Marian Dziedziel. Muzica este compusă de Bartosz Chajdecki.
Filmul spune povestea lui Tadeusz Pietrzykowski, un sportiv polonez care a devenit faimos datorită victoriilor sale la box în lagărele de concentrare naziste. Acesta este primul film de lungmetraj regizat de Barczewski.
Filmul a avut premiera la Festivalul de Film de la Gdynia la 8 decembrie 2020.
La  1 septembrie, cartea MISTRZ. Tadeusz „Teddy” Pietrzykowski a fost lansată de fiica boxerului, Eleonora Szafran.
În septembrie 2021, a avut premiera în Marea Britanie și Irlanda în The Champion of Auschwitz.

## Distribuție

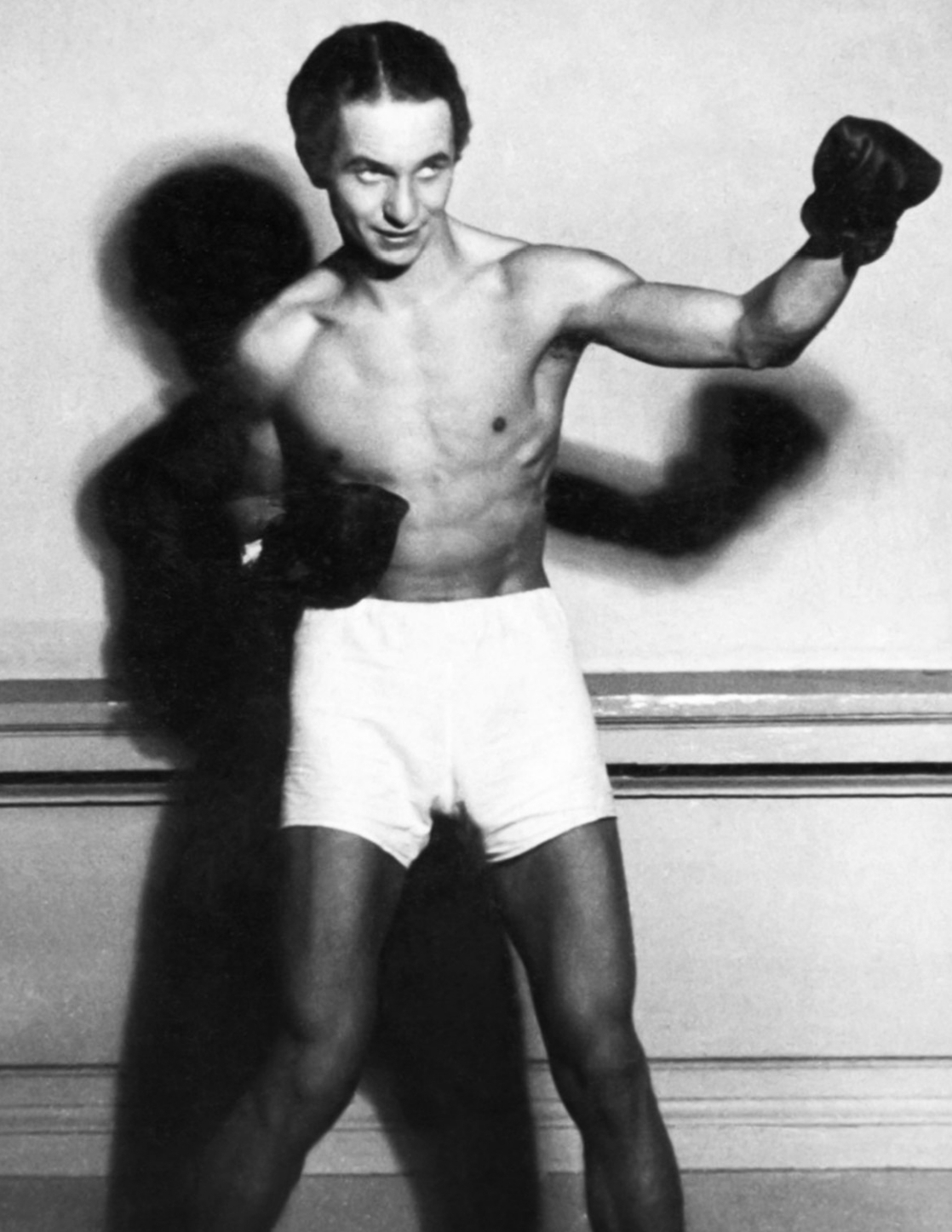
Tadeusz Pietrzykowski în anii 1930

- Piotr Glowacki  - Tadeusz „Teddy” Pietrzykowski
- Rafal Zawierucha  - Klimko
- Marcin Czarnik  - Bruno
- Marian Dziedziel
- Martin Hugh Henley  - Officer from Neuengamme
- Marcin Bosak  - Lagerführer
- Piotr Witkowski  - Walter
- Grzegorz Malecki  - Rapportführer
- Lukasz Szoblik  - Bumbo